# محمد سامر الطويل
محمد سامر الطويل (1967 - )، سياسي أردني ووزير سابق. شغل منصب وزير السياحة في حكومة علي أبو الراغب من 21 يوليو 2003 - 25 أكتوبر 2003. وكان وزيرًا للاقتصاد الوطني من 26 سبتمبر 2002 حتى 21 يوليو 2002.

## مؤهلاته العلمية
- حاصل على بكالوريوس اقتصاد ومحاسبة من الجامعة الأردنية 1988
- حاصل على شهادة المحاسبة القانونية الدولية جامعة الينوي في الولايات المتحدة الأمريكية

## مناصبه
- امين عام لوزارة الصناعة والتجارة [2]
- عضو مجلس في إدارة مجموعة من المؤسسات والشركات منها البنك العربي ، شركة مصفاة البترول الأردنية ومؤسة تنمية الصادرات
- تولى عدة مناصب في القطاع الخاص، في مجال التجارة والخدمات النفطية
- مستشارا ماليا لعدة شركات منها شركة البوتاس الأردنية